# Litra
Litra (greco antico λίτρα) è una moneta, ed una unità di misura ponderale, usata nelle colonie greche in Sicilia e Magna Grecia.

## Moneta
Fu usata nelle colonie greche in Sicilia, prima della dominazione romana con valore pari a un quinto della dracma. In età arcaica e classica la litra era in argento e pesava 0,85 g (il peso era quasi uguale a quello dell'obolo che aveva un rapporto 1:6 con la dracma).
La litra, come l'asse romana, era suddivisa in 12 onkiai. Le frazioni note sono: hexas (1/6 di litra o 2 onkiai) tetras (1/4 o 3 onkiai), trias (1/3 o 4 onkiai), pentonkion (5 onkiai) e l'hemilitron (1/2 litra o 6 onkiai). I termini litra e onkia sono di origine italica e corrispondono alla libra e all'uncia.
Dopo il dominio dei dinomenidi, in Sicilia, la litra fu coniata in bronzo e di peso pari a 16 g (sebbene sarebbe dovuta pesare 102 g, essendo 8 il rapporto di equivalenza tra argento e bronzo). La litra di bronzo di 16 g fu sopravvalutata, come valore, di un rapporto 6:1 rispetto a quella circolante precedentemente. Successivamente Dionisio I, per sopperire alle spese militari, raddoppiò per decreto il valore delle monete, all'epoca circolanti, equiparando la tetradramma d'argento alla didramma (statere), favorendo la diffusione dello statere di Corinto in Sicilia e nella Magna Grecia.
Durante il suo lungo principato fu coniata una litra di peso pari a 32 con D/testa di Atena e R/due delfini e della quale era coniato il quarto di  8 g che aveva sul rovescio la testa di Atena, su modello della moneta corinzia e sul verso fu impresso l'ippocampo.
Fu usata anche in epoca successiva fino al Regno delle Due Sicilie.